# Chaukhamba
 El Chaukhamba es un macizo montañoso en el Grupo Gangotri del Himalaya en la división Garhwal. Su cumbre principal, el Chaukhamba I, es el pico más alto del grupo. Se encuentra en la cabeza del glaciar Gangotri y forma la parte oriental del grupo. Está situado en el estado norteño de la India de Uttarakhand, al oeste de la ciudad santa hindú de Badrinath. 
El Chaukhamba tiene cuatro cumbres, a lo largo de una cresta de tendencia noreste-suroeste, y con una elevación de 7.138 metros a 6.854 metros con una elevación promedio de 7.014 m; La cumbre principal está en el extremo noreste.
| Chaukamba I   | 7138 m |
| Chaukamba II  | 7070 m |
| Chaukamba III | 6995 m |
| Chaukamba IV  | 6854 m |

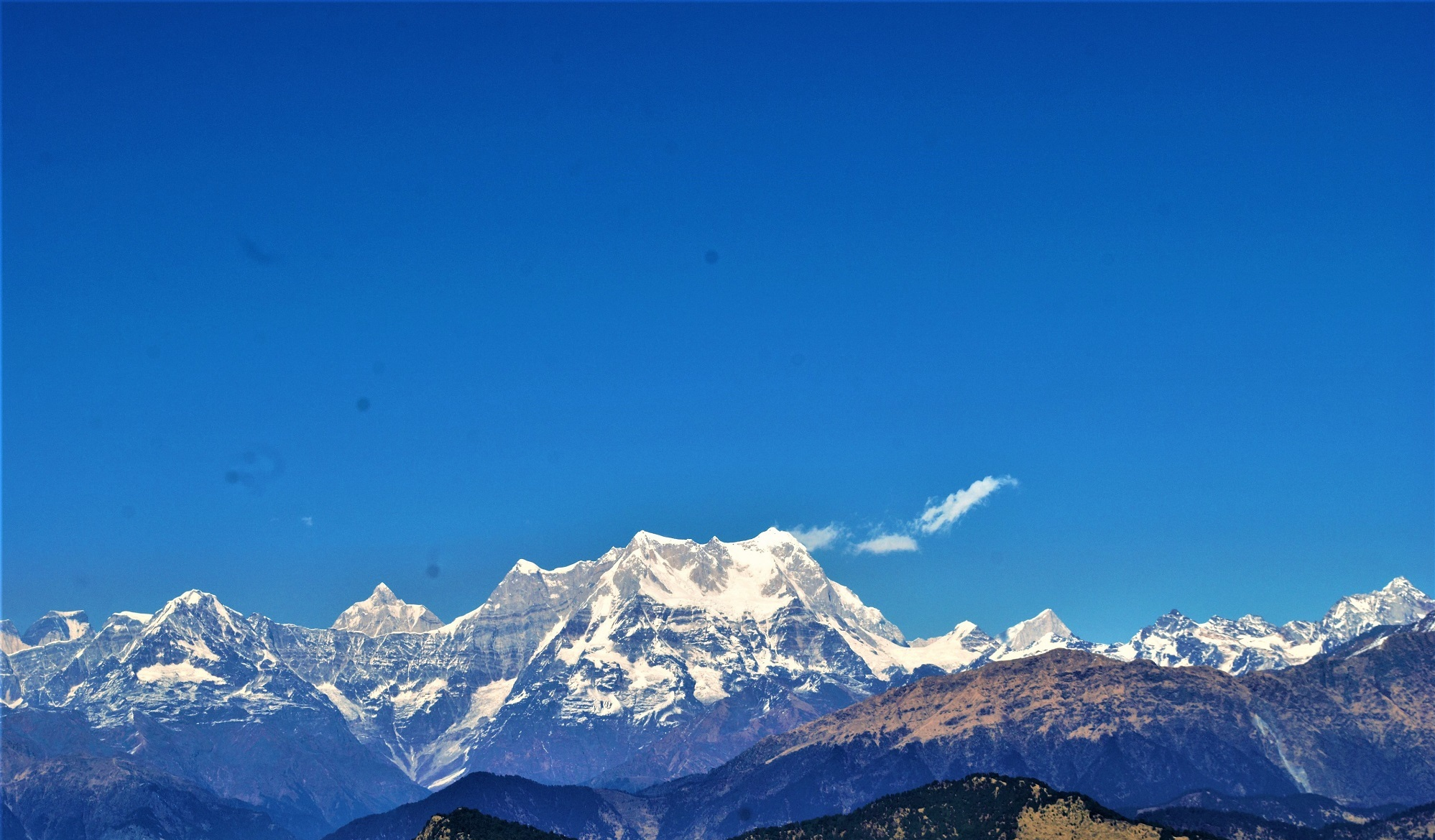
Vista de Chaukhamba desde el templo de Kartik Swami Rudraprayag

Después de intentos fallidos en 1938 y 1939, el Chaukhamba I fue ascendido por primera vez el 13 de junio de 1952, por Lucien George y Victor Russenberger (miembros suizos de una expedición francesa). Ascendieron la cara noreste, desde el glaciar Bhagirathi-Kharak. Los otros miembros de la expedición fueron la alpinista y viajera francesa Marie-Louise Plovier Chapelle y el famoso alpinista y escalador francés Edouard Frendo.
El Chaukhamba I es un pico ultra prominente, con una prominencia de más de 1,500m. Mana Pass es la prominencia del Chaukhamba I. 

## Galería de fotos

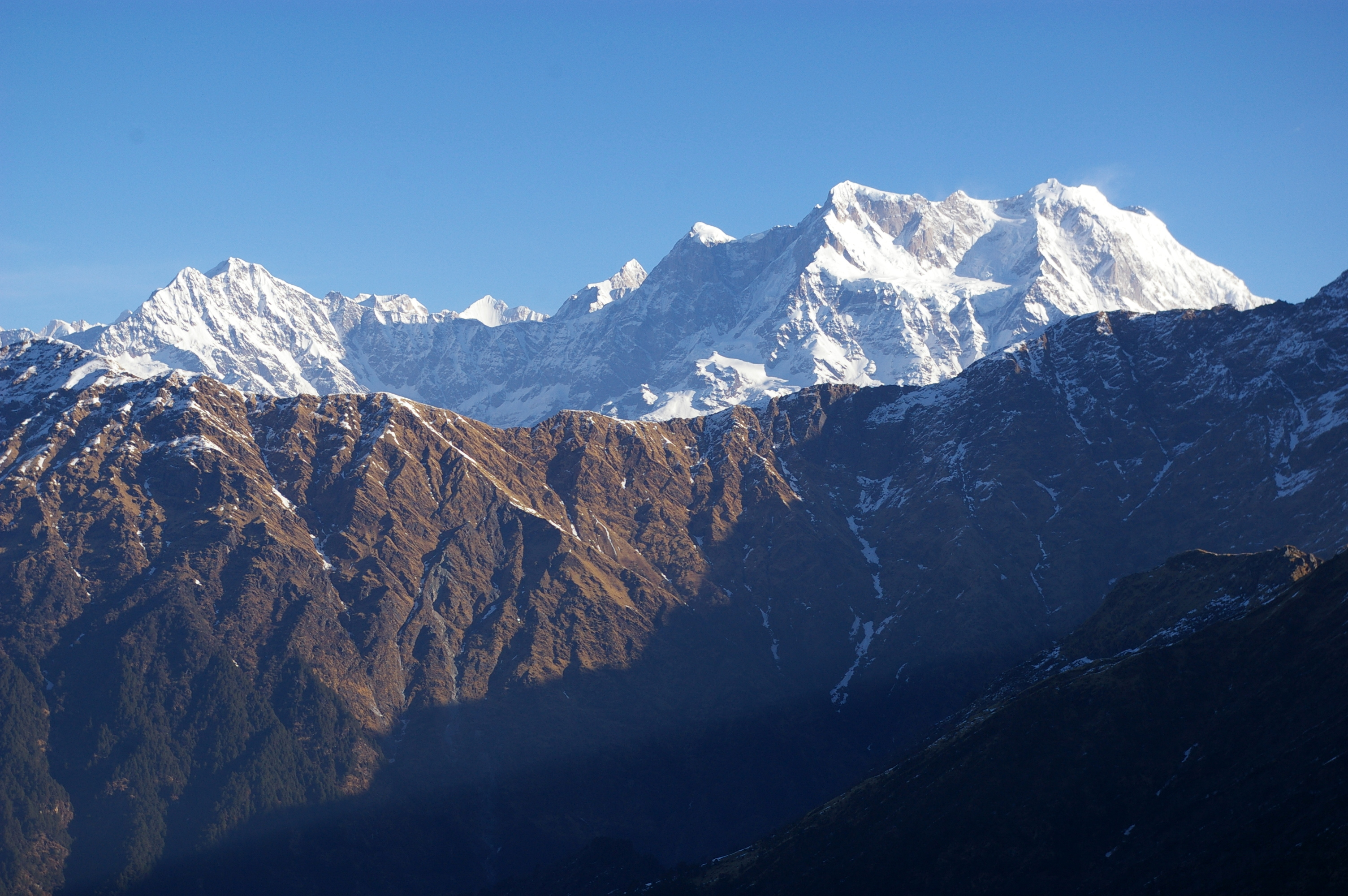
El Chaukhamba desde Tungnath
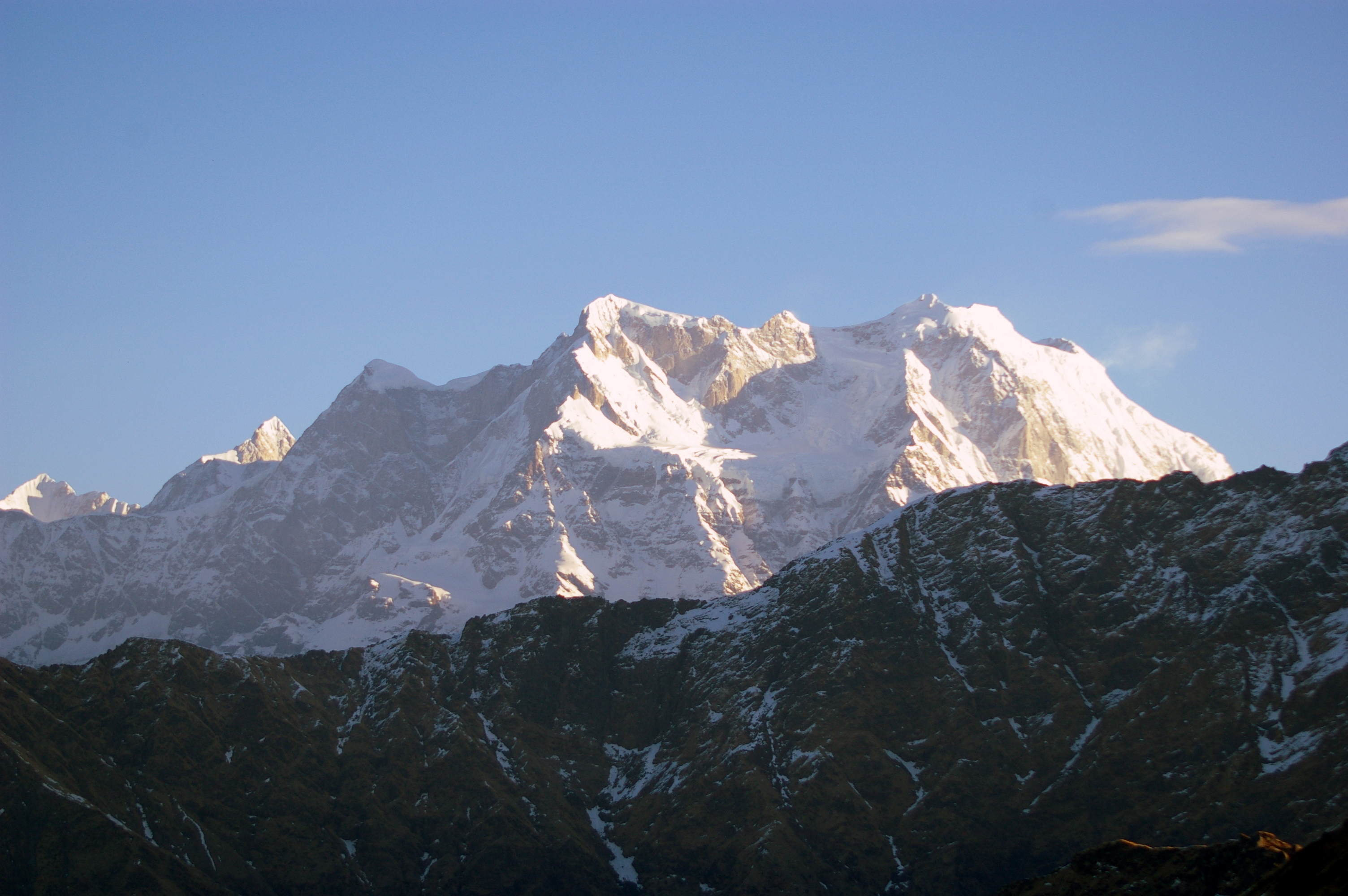
El Chaukhamba desde Tungnath poco después del amanecer
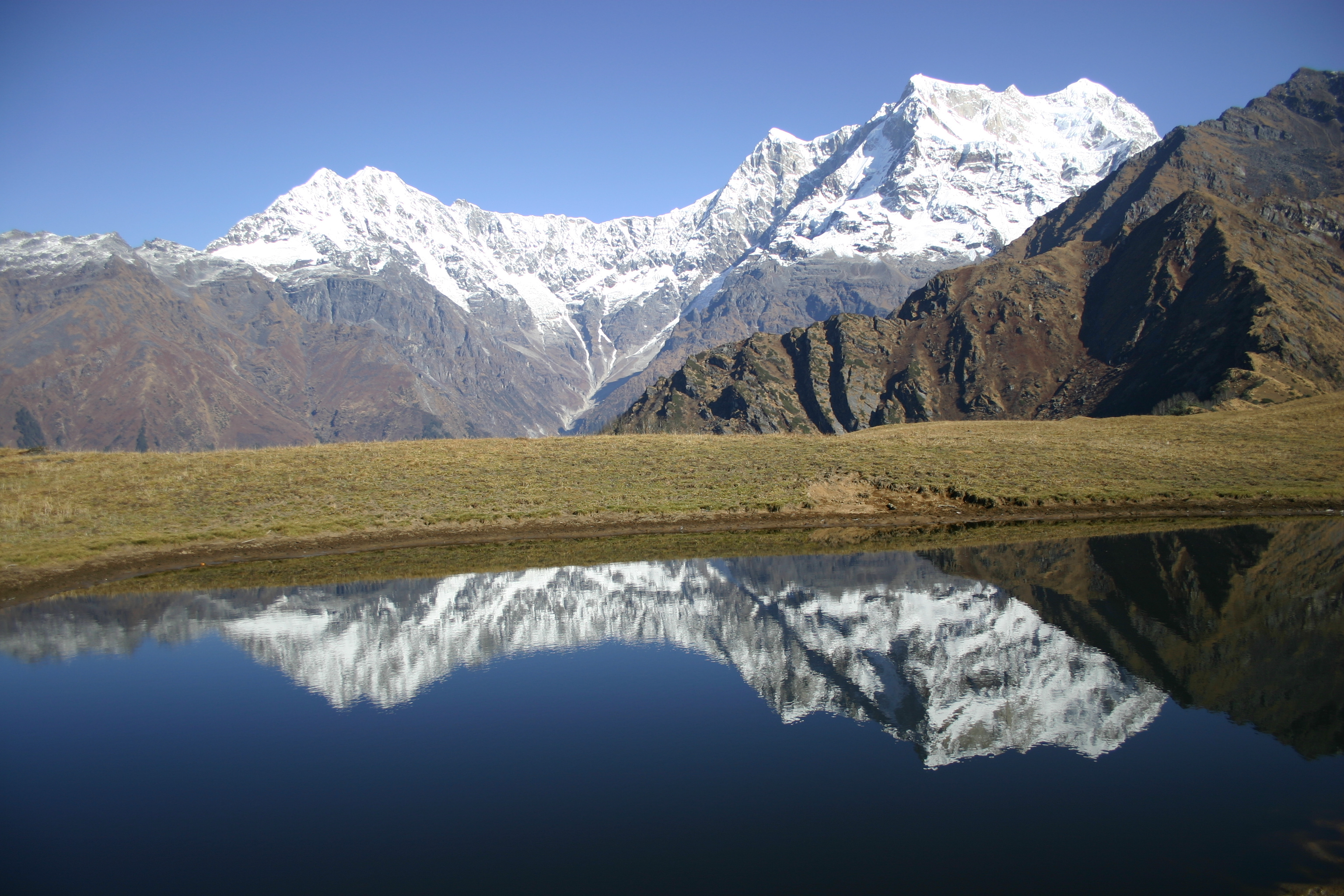
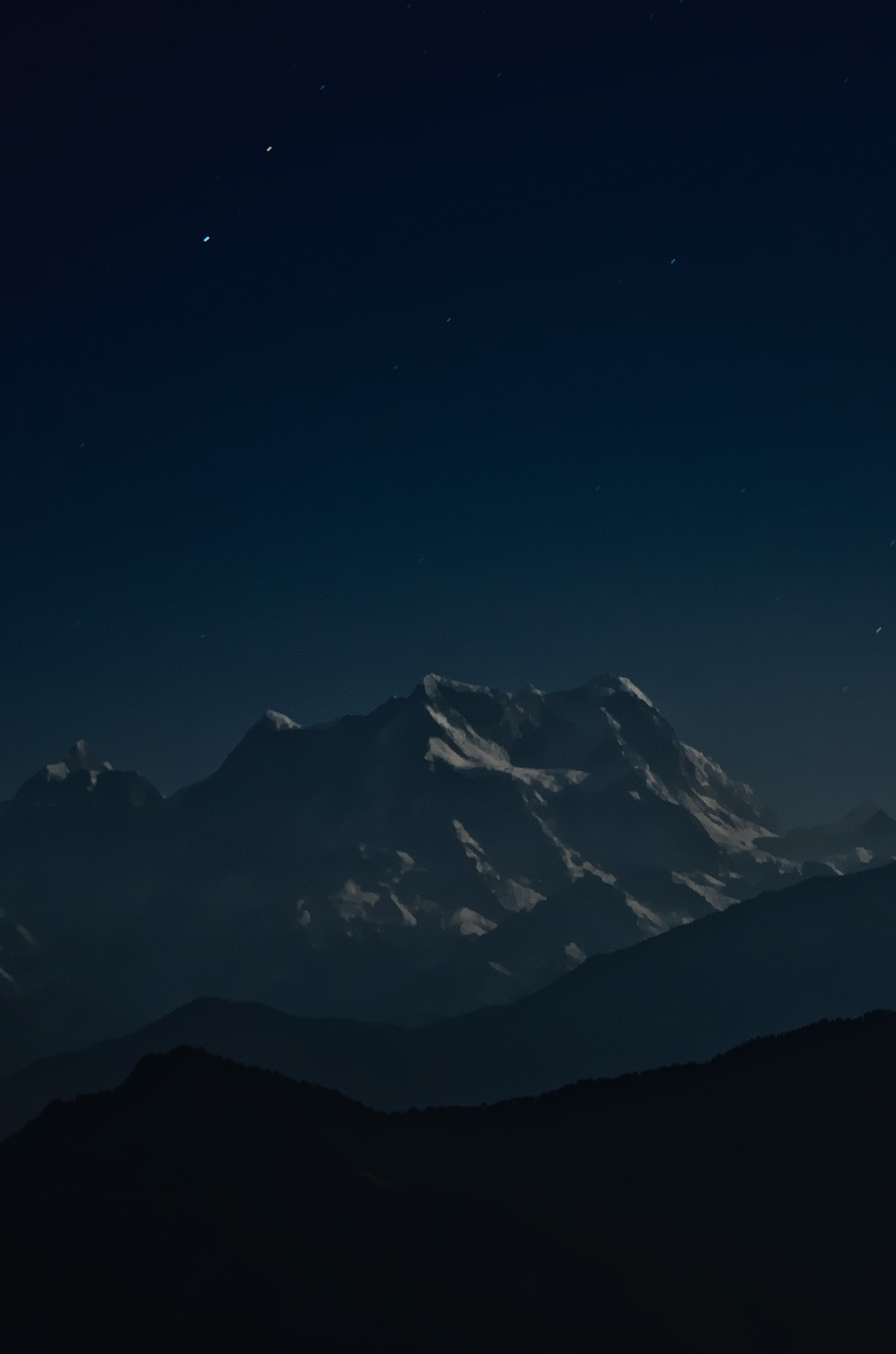
El Chaukhamba iluminado por la luna desde el templo Kartikswamy
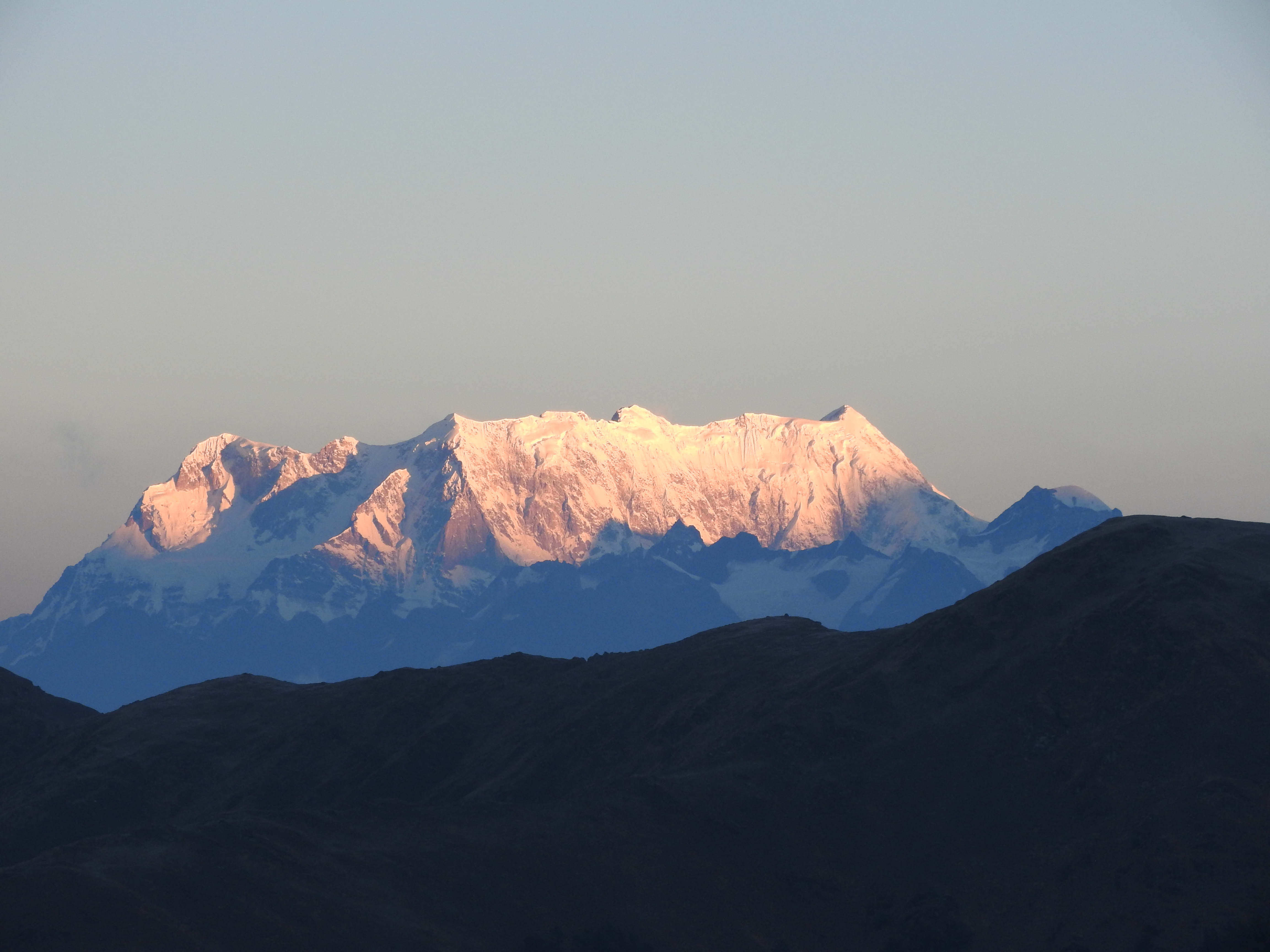